# James McGarry
James Robert McGarry (* 9. April 1998 in Mosgiel) ist ein neuseeländischer Fußballspieler, der bei Brisbane Roar unter Vertrag steht.

## Karriere

### Verein
James McGarry wurde als Sohn des ehemaligen neuseeländischen Fußballnationalspielers Michael McGarry in Mosgiel einem Vorort von Dunedin geboren. McGarry spielte bis 2014 in den Jugendmannschaften von Southern United in seiner Heimatstadt. Ab 2014 spielte er für Wellington Phoenix in der Hauptstadt Neuseelands. Zunächst für die Reserve-Mannschaft im Einsatz, debütierte McGarry am 30. Januar 2016 in der A-League gegen die Central Coast Mariners, als er für Joel Stevens eingewechselt wurde. Bis 2018 kam jedoch nur ein weiterer Einsatz für die erste Mannschaft zustande.
Nach Ablauf von McGarrys Vertrag bei Wellington Phoenix unterzeichnete er zusammen mit seinem neuseeländischen Landsmann Michael Woud einen Zweijahresvertrag in den Niederlanden beim Erstligisten Willem II Tilburg. Während seiner zwei Jahre in Tilburg wurde er nur sporadisch eingesetzt und kam lediglich auf sechs Ligaspiele in der Eredivisie.
McGarry kehrte im Oktober 2020 nach Wellington zurück, nachdem er Willem II im Mai desselben Jahres verlassen hatte. In seiner Heimat kam er regelmäßig auf Einsatzminuten. Im Juli 2022 schloss sich McGarry mit einem Zweijahresvertrag den Newcastle United Jets an. McGarry erzielte in seinem ersten Spiel gegen seine frühere Mannschaft, Wellington Phoenix, ein Tor. McGarry bestritt wettbewerbsübergreifend elf Spiele für Newcastle, bevor er den Verein mitten in seiner ersten Saison verließ.
McGarrys Abgang erfolgte über einen Tauschvertrag mit den Central Coast Mariners im Austausch für Thomas Aquilina, der nach Newcastle wechselte. McGarry erzielte sein erstes Tor für die Mariners gegen seinen ersten A-League-Verein, Wellington Phoenix, genau wie er es für Newcastle getan hatte. Nachdem er in seinen ersten vier Einsätzen für die Mariners beeindruckt hatte, unterzeichnete McGarry eine Vertragsverlängerung um zwei Jahre, um über diese Saison hinaus im Verein zu bleiben. McGarry war in der Rückrunde der Saison Stammspieler und war Teil des Siegerteams der Mariners, das 2023 die Meisterschaft gewann.
Im August 2023 wechselte McGarry für eine nicht genannte Ablösesumme nach Schottland zum FC Aberdeen. Im Januar 2025 wechselte McGarry mit einer Leihe nach Griechenland zum Kallithea FC.
Am 19. Juni 2025 wurde bekannt gegeben, dass McGarry zu Brisbane Roar wechselt.

### Nationalmannschaft
McGarry nahm mit der U17-Nationalmannschaft von Neuseeland im Jahr 2015 an der Ozeanienmeisterschaft dieser Altersklasse teil. Im Turnierverlauf erzielte der Abwehrspieler drei Tore, darunter einen Doppelpack im ersten Gruppenspiel gegen Fidschi und ein weiteres gegen Vanuatu im Halbfinale. Im Finale bezwang er mit der Mannschaft Tahiti im Elfmeterschießen. Im gleichen Jahr war er Teil des Kaders, das an der U-17-Weltmeisterschaft in Chile teilnahm. Im ersten Gruppenspiel erzielte er gegen Frankreich ein Tor. Im Achtelfinale schied er mit der Mannschaft durch eine 0:1-Niederlage gegen Brasilien aus dem Turnier aus.
Mit der U20 nahm er 2017 an der Weltmeisterschaft in Südkorea teil. Als Gruppenzweiter hinter Frankreich erreichte McGarry mit seiner Mannschaft das Achtelfinale, indem es eine Niederlage gegen die USA gab.
Sein Debüt für die neuseeländische A-Nationalmannschaft gab er am 17. November 2019 in einem Freundschaftsspiel in Litauen.

## Erfolge
- U17-Ozeanienmeister: 2015
- Australischer Meister: 2023